# Лоис Лейн
Лоис Лейн (англ. Lois Joanne Lane-Kent)  — персонаж комиксов о Супермене, его возлюбленная и впоследствии жена. Лоис была создана Джерри Сигелом и художником Джо Шустером и дебютировала в Action Comics #1 в июне 1938 года.

## Характеристика персонажа
Лоис Лейн была единственным постоянным персонажем, кроме Супермена (Кларка Кента), который появился в первом выпуске в 1938 году. Таким образом, Лоис возникла задолго до Перри Уайта, Джимми Ольсена, «Дэйли Плэнет», Лекса Лютора и даже криптонита.

#### Работа в «Дэйли Плэнет»
Как и Кларк Кент, Лоис работает репортёром в газете Метрополиса Daily Planet. Лоис — опытная, упрямая и хитрая журналистка, способная выбить информацию из кого угодно. Лоис Лейн имеет свои источники по всему городу: от индустриалистов высшего общества до простого рыбака Биббо. Для того, чтобы сделать репортаж, Лоис нередко идёт на неоправданный риск, который, однако, всегда оправдывается. Попытки Кларка Кента предупредить девушку о грозящей опасности Лоис воспринимает как журналистскую уловку и желание забрать сенсацию себе. На работе ей приходится общаться в основном с мужчинами. Среди них — её босс Перри Уайт.
Лоис хочет, чтобы окружающие ценили её прежде всего за ум и упорный труд. Как корреспондент она очень профессиональна и старается писать как можно более объективно. Только один мужчина остаётся для неё загадкой — Супермен, и это не даёт Лоис покоя. В Метрополисе живут миллионы мужчин, а она влюбляется в инопланетянина…

#### Личная жизнь
Лоис всегда привлекала опасность. Это отразилось не только на её работе (Лоис всегда выбирала трудные задания и была готова лично забраться в логово злодея, если это обещало хороший заголовок), но и на личной жизни. Ей всегда нравились мужчины с тайнами и немного стоящие «на краю», играющие по своим собственным правилам. Возможно, поэтому она некоторое время встречалась с Лексом Лютором — врагом Супермена. Но как только Лоис узнала, что Лекс использует её, она ушла от него.

##### Отношения с Кларком Кентом
Профессиональное соперничество заставляет Лоис держать Кларка Кента на расстоянии вытянутой руки, хотя в глубине души она питает к нему нежные чувства. Лоис называет его просто «Кент», и лишь тогда, когда хочет от него что-то получить, называет его «Кларк». Осложнению их отношений способствовало повышение Кларка Кента из-за большого количества эксклюзивов о Супермене и соответствующее понижение Лоис до «любовного» обозревателя.
Будучи репортером, Лоис не может не ломать голову над вопросами: «Кто такой Супермен?», «Откуда он взялся?», «Так ли он хорош, как кажется?», «Чего он действительно хочет?». Если бы когда-нибудь ей удалось взять у него интервью, Пулитцеровская премия была бы Лоис обеспечена. И хотя первоначально Лоис довольно-таки скептично отзывалась о Супермене, со временем она поверила в благость его намерений и не смогла не влюбиться.
Лоис влюбилась в Супермена, истинную сущность криптонца. А Супермен, также влюбленный в Лоис, но желающий сохранить свою тайну, хотел, чтобы та полюбила его тайную личность — Кларка Кента. Так был создан неблагополучный любовный треугольник. Через несколько месяцев Кларк раскрывает Лоис свою вторую личность и рассказывает ей о том, что он и есть Супермен, что он пришелец прилетевший на землю с планеты Криптон и что его криптонское имя Кал Эл, сын Джор Эла. Узнав правду, Лоис сбегает. Через 3 месяца Лоис переезжает обратно в Метрополис, Кларк предложил Лоис начать встречаться, Лоис согласилась, через год они поженились, а ещё через 1 год и 9 месяцев у них родился сын. Мальчика назвали Джонатан Кент.

## Комиксы
В комиксах появлялись различные версии Лоис Лейн.

### Перезагрузка DC 2011
В сентябре 2011 DC перезапустило свою вселенную, внеся значительные изменения в историю героев. По новой версии, Лоис возглавляет медиа-подразделение Дэйли Плэнет. Она никогда не была замужем за Кларком Кентом и встречается с человеком по имени Джонатан Кэррол. К Кларку она относится по-дружески, но считает, что тот слишком «закрыт» для общения.

### Flashpoint
В прошлом: Лоис знакомится с Кэлом, который находится под наблюдением военных. После гибели Сэма Лейна Кэл остается в засекреченной лаборатории на долгие годы.
В настоящем: Лоис – успешная журналистка. Находясь вместе с Джимми Олсеном в Париже, она невольно становится свидетельницей затопления Европы Акваменом и его войсками. Лоис спасают амазонки, предлагая вступить в их ряды. В это же время она узнает, что Джимми был агентом Киборга. Лейн соглашается следить за амазонками и становится двойным агентом. Несколько месяцев спустя, боясь быть раскрытой, девушка сбегает из лагеря. На своем пути она встречает команду Сопротивления под предводительством Грифтера, помогает Пенни Блэк снова стать Капитаном Британией, а во время финальной битвы ведет радиотрансляцию для всего мира. Лоис сообщает, что после того как амазонки захватили Великобританию, они отправляли людей в концентрационные лагеря, где подвергали генетической мутации. Амазонки находят секретное место, где находится Лейн и от неминуемой гибели её спасает Кэл.
Лоис погибает от взрыва во время боя Кэла и Нейла Синклера. Перед смертью она просит Кэла, чтобы он спас людей. Кэл выполняет просьбу Лоис и становится Суперменом.

## Другие появления

### Анимационные версии
- В мультсериале 1990-х англ. Superman: The Animated Series (The New Batman/Superman Adventures) от Брюса Тимма Лоис озвучивала актриса Дана Дилейни[8]. Лоис Лейн появилась в эпизодах #002 «The Last Son Of Krypton Part II», #004 «Fun and Games», #019 «Target», #020 «Identity Crisis», #025 «Brave New Metropolis» и «A Fish Story»[3].
- Лоис появляется в мультфильме «Несправедливость» 2021 года, где её озвучивает Лора Бэйли.

### Лоис в кинофильмах
- Первая Лоис Лейн — Ноэль Нилл в сериале англ. Superman (serial) (1948). В фильме «Супермен» 1978 года, она сыграла мать Лоис Лейн, а в «Возвращении Супермена» — умершую жену Лекса Лютера.
- Филлис Коутс в фильме «Супермен и люди-кроты» (1951). В сериале «Лоис и Кларк: Новые приключения Супермена» она сыграла мать Лоис Лейн (Тери Хэтчер).

Постер к фильму «Лоис и Кларк: Новые приключения Супермена».

- Марго Киддер в оригинальной серии: «Супермен», «Супермен 2», «Супермен 3» и «Супермен 4: Борьба за мир». В сериале «Тайны Смолвиля» она играет помощницу доктора Суонна (Кристофер Рив).
- Тери Хэтчер в сериале Лоис и Кларк: Новые приключения Супермена. В сериале «Тайны Смолвилля» она сыграла мать Лоис Лейн.
- Кейт Босворт в продолжении оригинальной серии «Возвращение Супермена» (Земля-96).
- Ума Турман в комедии «Movie 43».
- Эли́забет Таллок в сериалах «Супергёрл» и «Супермен и Лоис» (Земля-38, позднее Земля-Прайм).

#### Расширенная вселенная DC
Эми Адамс сыграла Лоис Лейн в фильме-перезапуске «Человек из стали» и его сиквеле — «Бэтмен против Супермена: На заре справедливости», а также в фильме «Лига справедливости». Она также появляется в режиссёрской версии последнего — «Лига справедливости Зака Снайдера». В альтернативном будущем, где Дарксайд захватывает Землю, тот убивает Лоис, после чего с лёгкостью переманивает Супермена на свою сторону.

#### Вселенная DC
В фильме «Супермен» (2025) Лоис Лейн сыграла актриса Рэйчел Броснахэн. Данная версия Лоис знает тайну личности Супермена.

#### Тайны Смолвиля
В сериале «Тайны Смолвиля» роль Лоис Лейн исполнила Эрика Дюранс (Земля-167). Хотя имя Лоис прозвучало в сериале немного раньше (как псевдоним Хлои Салливан в «Дейли Плэнет», в 10 серии 3 сезона), сама Лоис приезжает в Смолвиль только в 4 сезоне, чтобы расследовать убийство своей кузины, Хлои Салливан.

### Лоис в видеоиграх
Лоис косвенно присутствует в игре Injustice: Gods Among Us. Согласно сюжету, Джокер обманом заставил Супермена убить возлюбленную вместе с ещё неродившимся ребёнком. В порыве ярости, Супермен убивает Джокера, а позже подчиняет всю Землю своему «Режиму». В конце, когда Супермен-Диктатор встречается со своим двойником из параллельной вселенной, он говорит, что после его смерти совершит вторжение в параллельный мир и приведет оттуда живую Лоис, чтобы показать «чистый от преступников мир». В ответ, Кларк Кент говорит, что Лоис, как и Бэтмен-Повстанец, лишь возненавидит то чудовище, каким стал Человек из Стали. При победе над Суперменом-Диктатором в «Классической Битве», видение Лоис Лейн проносится перед ним за мгновение до поглощения Фантомной Зоной.
В Lego Batman 2: DC Super Heroes присутствует как играбельный персонаж.